# Hommage a Jorn
Hommage a Jorn er en dansk dokumentarfilm fra 2014 instrueret af Johnny Carlsen.

## Handling
Med 'Hommage a Jorn' afdækkes skabelsesprocessen af H.K.H Prins Henriks bronzeskulptur. I den lille toscanske by Pietrasanta ser vi, hvordan processen udfolder sig, når en skulptur designes. Vi følger oplægget til skulpturen til støberiet, hvor fagfolk overtager med teknikker, der er nedarvet gennem århundreder fra de gamle etruskere. Det er her skabelsen af skulptur bliver til skabelsen af kultur.